# NGC 2662
NGC 2662 is een elliptisch sterrenstelsel in het sterrenbeeld Waterslang. Het hemelobject werd op 16 maart 1836 ontdekt door de Britse astronoom John Herschel.

## Synoniemen
- MCG -2-23-2
- NPM1G -14.0271
- PGC 24612